# Jerago con Orago
Jerago con Orago – miejscowość i gmina we Włoszech, w regionie Lombardia, w prowincji Varese.

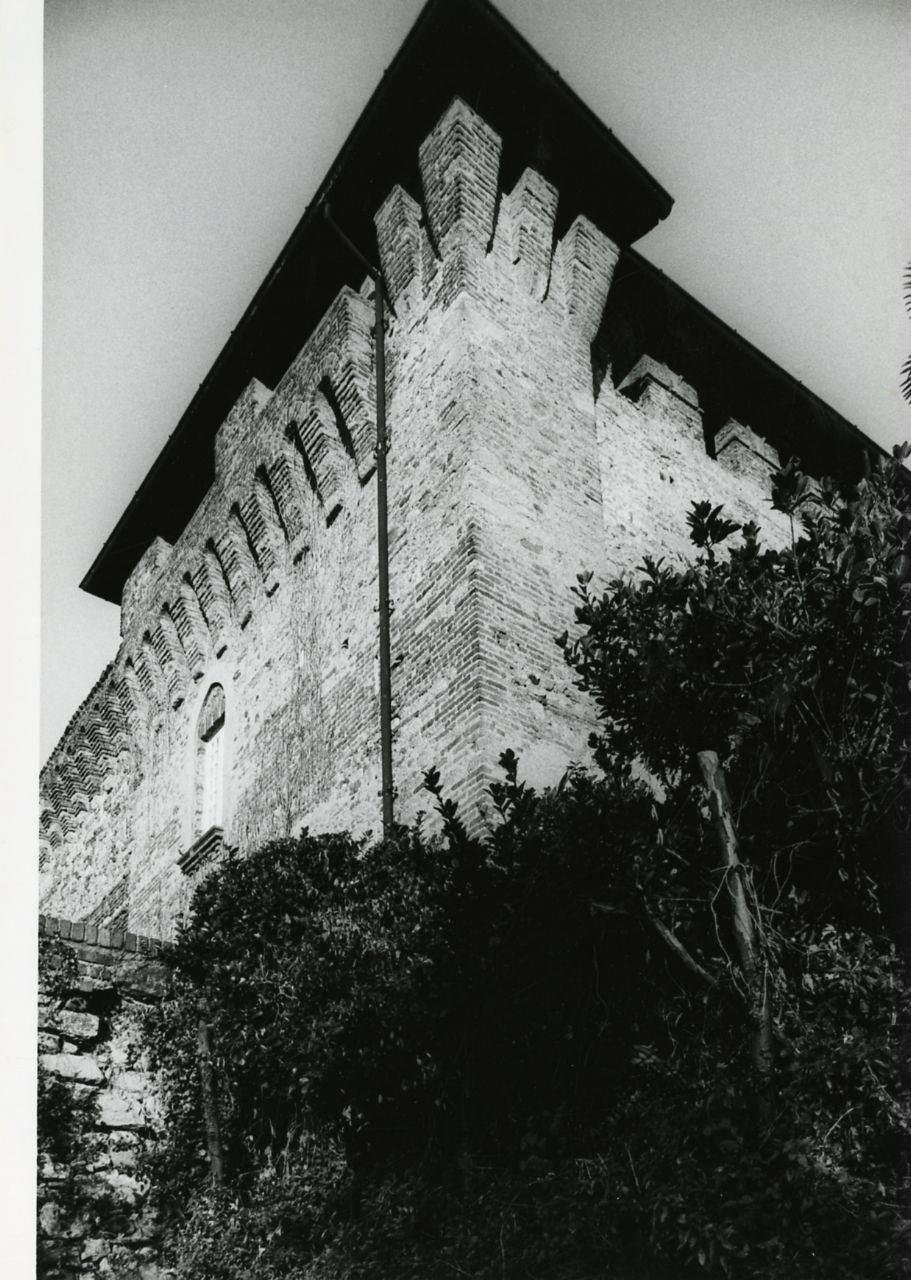
Jerago, 1980 (Paolo Monti)

Według danych na rok 2004 gminę zamieszkiwało 4687 osób, 1171,8 os./km².